# الهجوم على ماهون
الهجوم على ماهون في 1535 كانت الغارة العثمانية ضد ساحل منورقة.
في وقت كان هناك العديد من هجمات الأساطيل العثمانية على الساحل،  عانت كوييرا من هجمات القراصنة في 1503 و1532، ونتيجة خسارة تونس عام 1535 قبل بضعة أشهر، قام خير الدين بربروس بالهجوم على جزر البليار.
لم يكن لدى ماهون حامية، فقط واحد أو اثنين من البنادق، ولكن من دون ذخيرة أو بارود مُخزّن،  و كان هناك 300 منزل فقط أي حوالي 1500 نسمة كان 350 منهم فقط مؤهل لحمل السلاح. عاصمة الجزيرة كانت منورقة، حيث كانت حامية.

## الهجوم
ليلة 1 سبتمبر من عام 1535 دخل جيش الدولة العثمانية ميناء ماهون مموه كالسفن الأسبانية العائدة من غزو تونس. الرهبان الفرنسيسكان بارثولوميو جنيستار وفرانسيسك كول كانوا لإستقبال الذي كانوا يعتقدون أنها سفن الإمبراطورية الأسبانية مع قاربهم، لكن مع رؤيتهم أن الذين عادوا هم أتراك أعطوا إشعارًا للسكان، وأغلقوا الجدران وكانوا على استعداد للقتال.
نزل خير الدين بربروس ومعه 2.500 رجل وهاجموا البلدة وأرسل السكان الذين هربوا تحذير من الخطر إلى حاكم منورقة،  الذي جمع الفرسان على الفور وشكل حملة الإغاثة وتم توجيهها بسرعة نحو ماهون، واستقدام تعزيزات جديدة على طول الطريق، في3 سبتمبر دخلوا في قتال مع القوات التركية التي تتفوق كثيرا في العدد، تم إبادتهم وتم قتل الحاكم وفرسانه.
فشل الإغاثة أدى إلي رفع معنويات الأتراك وتم هدم الجدار بالفعل جزئيا،  تواصل زعماء ماهون مع بربروس في مساء يوم 4 سبتمبر واتفقوا على تسليمه المدينة، بشرط أن يُحترم القادة وأن تظل منازلهم العشرة قائمة، كانت الليلة التالية سيئة على ماهون، مع وفاة الفرنسيسكان وغيرهم من المدنيين والاغتصاب والحرائق والنهب وأسر 600 سجين بينما زعماء ماهون قد لجأوا إلى بينيميموت Binimaimut.

## العواقب
تم القبض على الزعماء الذين قاموا بتسليم المدينة بواسطة إيكسيمين بيريز دي فيغويرولا، حاكم مايوركا وفي نفس اليوم 8 سبتمبر، بدأت المحاكمة التي استغرقت أكثر من سنة وفي 24 أكتوبر من 1536 قتل المتهمون الخمسة الأساسيون في بلاسا ديل بورن في سيوتاديلا.
أدى الهجوم في قلعة سانت فيليب من 1554 إلي إنشاء حامية من الجنود المحترفين، و برج الدفاع على رصيف بالما. في القرن التالي تم توسيع المنطقة المحيطة بالبرج الدفاعي مع بناء قلعة متطورة.